# Lista delle scuole in Zimbabwe
La lista delle scuole nello stato africano dello Zimbabwe include le scuole primarie e secondarie del paese.
Le scuole terziarie sono scritte in una lista separata : lista delle università in Zimbabwe
Le scuole sono classificate in ordine alfabetico per Provincia e poi per distretto e altre suddividioni (es. città)
(Molte scuole hanno dovuto cambiare nome per cause legate alla situazione politica Zimbabwese dopo il 2002, i nomi riportati sulla lista sono quelli creati dopo il 2002)

## Provincia di Bulawayo

- Christian Brothers College
- Bulawayo Technical School
- Coghlan Primary School
- Dominican Convent High School
- Falcon College
- Founders High School
- Gifford High School
- Girls' College
- Hamilton High School
- Ihlati Secondary School
- Milton High School
- Mpopoma High School
- Mzilikazi High School
- Petra High School
- Rhodes Estate Preparatory School
- Sizane Secondary School
- Whitestone School
- Townsend High School
- Masiyephambili Junior School

- Magwegwe High School
- Pumula High School
- Masotsha High School
- Eveline High School

## Provincia di Harare
- Allan Wilson High School
- Arundel School
- Bishopslea Preparatory School
- Chisipite Junior School
- Chisipite Senior School
- Churchill School
- Cornway College
- Cranborne Boys High School
- Dominican Convent High School
- Eaglesvale High School
- Elite Children's Heritage
- Ellis Robins School

- Emerald Hill School – school for the deaf
- Firm Foundation Christian Academy
- Gateway High School
- Girls High School
- Glen View 1 High School[1]
- Glen View 1 Primary School[2]
- Glen View 2 Primary School [3]
- Glen View 2 Secondary School[4]
- Glen View 3 Primary School
- Glen View 3 Secondary School
- Glen View 4 Primary school
- Glen View 5 Primary School
- Glen View 6 Primary School
- Glen View 7 Primary School
- Glen View 8 Primary School
- Glen View 9 Primary School
- Harare High School
- Harare International School
- Hartmann House Preparatory School
- Hatfield Junior School
- Hallingbury Junior School
- Hellenic Academy
- The Heritage School
- Highfield High School
- Highfield Secondary School
- Highlands Infant School
- Highlands Junior School
- Hilbright Science College
- His Mercy Christian College
- Kambuzuma High 1 School
- Kuwadzana 1 High School
- Kuwadzana 2 High School
- Kwayedza High School
- Lord Malvern School
- Lewisam Primary School
- Mabelreign Girls High School
- Mabvuku High School
- Maranatha Christian High School
- Maranatha Junior School
- Marlborough High School
- Mazowe Boys High School
- Morgan High School
- Mount Pleasant School – now Joshua Nkomo High School
- Mufakose High 2 School
- Oriel High School
- Prince Edward School
- Queen Elizabeth Girls School – now Sally Mugabe Girls' High
- Roosevelt Girls High
- Reekworth Junior School
- St. Christopher's School
- St Dominic's Chishawasha
- St. George's College
- St. John's College
- St. John's High School
- St. Marcellin Primary School (Hatfield, Harare)
- Sharon School
- Speciss College
- Sunny Day Christian Primary School
- Tynwald High School
- Umaa Institute Harare
- Umaa Elite College
- Vainona High School
- Westridge High School
- Zengeza High School
- ZRP High School

- Holy Trinity College, Catholic University of Zimbabwe

## Provincia del Manicaland
- St Dominic's High School
- Chancellor Junior School
- Chitakatira High School
- Hillcrest College
- Hillcrest Preparatory School
- Hope Alive Junior School
- Knowstics Girls College
- Knowstics Boys College
- Mutanda Primary School
- Sakubva High School

- Nyanga High School, Marist Brothers
- St Faith's School, Rusape
- Mount Selinda High School
- Mutiusinazita High School

- Chimanimani High School
- Rusitu mission High school
- Karirwi High School
- Mutambara High School
- Nhedziwa High School
- Biriiri High School
- St Charles Lwanga Seminary Secondary school
- Nyambeya Primary School
- Matendeudze Primary School
- Mutambara Central Primary School
- Thananchu Primary School
- Nyanyadzi High school
- Saint Noah College

## Provincia del Mashonaland centrale
- Cherawoga High School
- Mavuradonha High School
- Chindunduma High 1
- Chipindura high school
- Lady Enereta High School
- Barwick School
- Howard High School
- Mazowe Boys High School
- Saint Alberts High School

- Saint Philips Magwenya High School

## Provincia del Mashonaland orientale

### Distretto di Goromonzi
- Goromonzi High School
- Rusununguko Secondary School

- Hub of Knowledge College
- Winwood College

### Chishawasha
- Chinyika Primary and Secondary School
- St Dominic's Chishawasha
- Saint Ignatius College
- Saint Joseph's School
- Saint Peter Claver Secondary School

### Distretto di Wedza e distretto di Chikomba
- Kwenda Mission – boarding school
- Mt St Mary's Mission School – Wedza District
- Waddilove High School – Marondera, Marondera District

### Distretto di Marondera
- Bernard Mizeki College
- Peterhouse Boys' School
- Cherutombo Secondary School
- Chiparawe Primary School
- Chitandara School
- Chitepo Secondary School
- Chivake School
- Chizengeni Secondary School
- Dombodzvuku Secondary School
- Lendy Park School
- Mahusekwa High School
- Marondera High School
- Mtekedza Secondary School
- Nhowe High School
- Nyameni Secondary School
- Peterhouse Boys' School
- Peterhouse Girls' School
- Rakodzi High School
- Ruzawi School
- Springvale House
- Umaa Institute Zimbabwe
- Waddilove High School
- Watershed College
- Wise Owl Secondary School
- Diggleford Primary School
- Godfrey Huggins School
- Dhirihori Secondary School
- Dhirihori Primary School
- Mupazvirihwo Primary School
- Neshamba School
- Dimbiti School
- Nhowe School
- Igava School
- Chipesa Primary School

## Provincia del Mashonaland occidentale

### Chinhoyi
- Chinhoyi High School
- Lomagundi College
- Nemakonde High School

### Kadoma
- Jameson High School
- Sanyati Baptist High School

### Mhondoro
- Moleli High School
- Sandringham High School
- New Hope Christian College
- St Michaels High school

- Ngezi High school

### Distretto di Zvimba
- Kutama College
- Moleli High School
- Zowa High School
- Baramasimbe Primary School
- Kutama Day

## Provincia di Masvingo

- Muzondo High School
- Dewure High School
- Rafomoyo Secondary School
- Rufaro High School
- Kurai Primary School
- Mutanda Primary School
- Gokomere High School
- Victoria High School
- Kyle College

## Provincia del Matabeleland Settentrionale
- Dampa Secondary School Cross-Dete
- Dandanda Primary School – Lupane
- Gloag High School – Turk Mine

- Gogo High School – Dandanda, Lupane
- Hlangabeza High School – Nkayi
- Inyathi High School – Inyati
- Kwesengulube primary school
- Nechibondo Primary School – Hwange
- Nemane Adventist High School – Tsholotsho
- Nkayi Secondary School – Nkayi
- Regina Mundi Secondary School – Lupane
- St George's Primary School – Hwange
- St. James High School
- Tshabanda Adventist High School – Tsholotsho
- Tsholotsho High School – Tsholotsho
- Victoria Falls Primary School – Victoria Falls
- David Livingstone Primary School
- David Livingstone High School - Umguza
- Binga High School- Binga
- Manjolo High School - Binga
- Lusulu High School - Binga
- Lusulu Primary school- Binga
- Nakaluba Secondary School - Binga
- Nakaluba Primary School- Binga

## Provincia del Matabeleland Meridionale

### Distretto di Bulilima
- Thekwane High School

### Distretto di Gwanda
- JZ Moyo High School
- Manama High School
- Gwanda Government Secondary School

### Distretto di Insiza
- Alpha primary school
- Nkwalini primary school
- Nkankezi primary school
- Nkankezi Secondary school
- Singwango Secondary School

### Distretto di Mangwe
- Bulu High School

### Distretto di Umzingwane
- Mzingwane High School

## Provincia delle Midland

### Distretto di Gweru
- Ascot High School
- Bayayi Secondary School
- Cecil John Rhodes School
- Chaplin High School – Gweru
- Chegato High School
- Chegute High School
- Chovuragu Secondary School
- Fletcher High School – Gweru
- Guinea Fowl High School
- Lower Gwelo Adventist High School
- Hwata Secondary school
- Lingfield Christian Academy
- Maringambizi Secondary School
- Matabo Secondary School
- Mataruse Secondary School
- Mavorovondo Secondary school *Guruva high School
- Matinunura High School
- Midlands Christian College – Gweru
- Mkoba 1 Secondary School
- Mkoba 3 Secondary School
- Mnene High School
- Mposi Secondary School
- Murerezi Secondary School
- Musume Secondary School
- Nashville Secondary School – near Gweru
- Nkululeko Secondary School
- Ntabamhlope Secondary School
- Regina Mundi High School
- Riverside School
- St. Patrick's Secondary School
- Sibomvu Secondary School
- Svita Secondary School
- Thornhill High School – Gweru
- Vubwe Secondary School
- Vungu Secondary School
- Vurasha Secondary School
- Vutata Secondary School
- Vutika Secondary School
- Vutsanana Secondary School
- Zvomukonde Secondary School

### Distretto di Chirumhanzu
- ACEBS College

### Distretto di Kwekwe
- Goldridge Primary School
- Goldridge College
- Kwekwe High School
- Manunure High School
- Mbizo High School
- Kenville High School

#### Silobela
- Bee Mine Primary School
- Bhamala Primary School
- St Faith Primary School
- Samambwa Primary School
- Sidakeni Primary School
- Totororo Primary School
- Bee Mine Secondary School
- Nyaradzo Secondary School
- Rio Tinto Zhombe High School
- Samambwa Secondary School
- Sidakeni Secondary School
- Totororo Secondary School

### Distretto di Shurugwi
- Tongogara High School